# Japansk marulk
Japansk marulk (Lophius litulon) är en fiskart som först beskrevs av Jordan 1902.  Japansk marulk ingår i släktet Lophius och familjen marulksfiskar. Inga underarter finns listade i Catalogue of Life.